# TNFRSF17
Il recettore del fattore di necrosi tumorale 17 è una proteina recettoriale che, nell'essere umano, è codificata dal gene TNFRSF17 e fa parte della superfamiglia dei recettori del fattore di necrosi tumorale.

## Espressione e ruolo
Il recettore si trova espresso preferenzialmente nei linfociti B maturi ed è importante nello sviluppo di tali cellule e nei meccanismi di autoimmunità.

## Interazioni
Tale recettore interagisce specificatamente con il fattore TNFSF13B attivante i linfociti B al quale si lega tramite un dominio N-terminale conservato, BCMA TALL-1 e porta all'attivazione dei meccanismi di trasduzione mediati da NF-kappaB e MAPK8/JNK. Lega inoltre vari membri della famiglia TRAF coinvolti nella proliferazione e nella sopravvivenza cellulare.